# Ha-j
ha-j（ハージェイ、1970年8月9日 - ）は、日本の作曲家、編曲家、作詞家。秋田県仙北市角館町出身。秋田県仙北市観光大使。本名・佐藤 肇（さとう はじめ）。

## 人物
2009年、2010年には2年連続オリコン年間編曲家ランキング1位を獲得。2014年5月3日には秋田県仙北市の観光大使に就任した。

## 提供作品
アイドリング!!!
- 「春色の空」（編曲）

奥華子
- 「卒業の時」（編曲）
- 「あなたと電話」（編曲）
- 「東京暮らし」（編曲）
- 「愛を見つけた場所」（編曲）
- 「押し花」（ストリングスアレンジ）

OCHA NORMA
- 「デート前夜狂想曲」（共作曲・編曲）（shusuiと共作曲）

オフロスキー
- 「オフロスキーのオーユー!」（編曲）
- 「オフロスキーのちゃっぽんぶし」（編曲）

加藤和樹
- 「そばにいて」（編曲）
- 「欲情-libido-」（編曲）
- 「Just You」（編曲）
- 「神様ヘルプ!」（編曲）

工藤慎太郎
- 「ウソツキ」（編曲）
- 「Film」（編曲）
- 「桜予報」（編曲）
- 「2つで1つ」（編曲）

ケラケラ
- 「ハジマリ!」（編曲）

郷ひろみ
- 「Stay together」（Akira Sunsetと共作曲）

高橋優
- 「Piece」（編曲）
- 「HIGH FIVE」（編曲）

### ジャニーズ事務所関連
- 嵐
  - 「嵐のまえの静けさ」（編曲）
  - 「Blue」（編曲）
  - 「五里霧中」（編曲）
  - 「RIGHT BACK TO YOU」（編曲）
  - 「優しくって少しバカ」（編曲）
  - 「途中下車」（編曲）
  - 「夏の名前」（吉岡たくと共編曲）
  - 「Lai-Lai-Lai」（吉岡たくと共編曲）
  - 「イチオクノホシ」（編曲）
  - 「NA! NA! NA!!」（編曲）
  - 「旅立ちの朝」（編曲）
  - 「Kissからはじめよう」（編曲）
  - 「いつまでも」（編曲）
  - 「Future」（編曲）
  - 「Cry for you」（編曲）
  - 「Be with you」（編曲）
  - 「theme of Dream"A"live」（作曲・編曲・キーボード・プログラミング）
  - 「Move your body」（編曲）
  - 「Beautiful days」（編曲）
  - 「5×10」（編曲）
  - 「Troublemaker」（編曲）
  - 「スパイラル」（編曲）
  - 「ギフト」（編曲）
  - 「kagerô」（編曲）
  - 「Løve Rainbow」（編曲）
  - 「果てない空」（編曲）
  - 「Boom Boom」（編曲）
  - 「エナジーソング〜絶好調超!!!!〜」（二宮和也と共編曲）
  - 「消えぬ想い」（マシコタツロウ、市川喜康と共作曲・共編曲）
  - 「ついておいで」（編曲）
  - 「スケッチ」（櫻井翔、二宮和也と共編曲）
  - 「Green」（編曲）
  - 「証」（編曲・コーラスアレンジ）
  - 「Road to Glory」（編曲）
  - 「君が笑えるように」（編曲）
  - 「ユメニカケル」（編曲）
  - 「Japonesque」（sk-etchと共編曲）
  - 「Power of the Paradise」（編曲）
  - 「青春ブギ」（編曲）
  - 「5×20」（編曲）
- 大野智ソロ曲
  - 「TOP SECRET」（作詞・作曲）
  - 「ユカイツーカイ怪物くん」（編曲）
「怪物太郎（怪物くん）」名義
- 櫻井翔ソロ曲
  - 「Touch Me Now」（作詞・作曲）
  - 「Unti-Unti」（櫻井翔、ISSEIと共作詞、作曲）
- 二宮和也ソロ曲
  - 「1992*4##111」（二宮和也と共編曲）
  - 「どこにでもある唄。」（二宮和也と共編曲）
  - 「それはやっぱり君でした」（二宮和也と共編曲・アコースティックギター）
  - 「20825日目の曲」（二宮和也と共編曲）
  - 「メリークリスマス」（二宮和也と共編曲）
- 松本潤ソロ曲
  - 「W/ME」（吉岡たくと共編曲）
- A.B.C-Z
  - 「LET'S SING A SONG」（作詞・作曲・編曲）
  - 「A to Z」（中村康就、山原一浩と共編曲）
  - 「Let's Go 〜未来へ架かる橋〜」（編曲）
- KAT-TUN
  - 「Le ciel 〜君の幸せ祈る言葉〜 (X'mas Remix 5 Version)」（編曲）
  - 「Keep the faith」（編曲）
  - 「Crazy Love」（三上吉直と共編曲）
  - 「White X'mas」（NAOと共編曲）
  - 「ONE DROP」（編曲・ギター・ベース）
  - 「D-T-S」（編曲）
  - 「RESCUE」（Stefan Åbergと共編曲）
  - 「SMILE」（編曲）
  - 「フリーズ」（吉岡たくと共編曲）
  - 「ハルカナ約束」（編曲）
  - 「PRECIOUS ONE」（編曲）
- 上田竜也ソロ曲
  - 「愛の華」（編曲）
- 田口淳之介ソロ曲
  - 「サムライ☆ラブ☆アタック」（編曲）
- 関ジャニ∞
  - 「大阪ロマネスク」（編曲）
  - 「プロ∞ペラ」（編曲）
  - 「ヨリミチ」（編曲）
- 村上信五ソロ曲
  - 「Forward」（編曲）
- Kis-My-Ft2
  - 「千年のLove song」（ha-j & j として作曲）
  - 「キミとのキセキ」（共作詞・共作曲）（マシコタツロウ、市川喜康と共作）
  - 「ずっと 〜You are my Everything〜」（編曲）
  - 「DREAM STAGE」（編曲）
  - 「3.6.5」（マシコタツロウ、市川喜康と共作曲）
  - 「ツバサ」（共作詞・共作曲）（マシコタツロウ、市川喜康と共作）
  - 「We are キスマイ!」（Fredrik "Figge" Bostromと共編曲）
  - 「君、僕。」（共作詞・共作曲）（ASAHARU、マシコタツロウと共作）
  - 「Saturday Life」（Additional Arrangement）
  - 「永遠結び」（Atsushi Shimadaと共編曲）
  - 「memento」（編曲）
  - 「SO BLUE」（編曲）
- 玉森裕太ソロ曲
  - 「Camellia」（Andreas Ohrn、Henrik Smithと共編曲）
- 舞祭組
  - 「春夏秋冬、漢歌」（共作詞・共作曲・共編曲）（作詞と作曲はPA-NON、松本タカヒロ、編曲は松本タカヒロと共同）
- KinKi Kids
  - 「solitude 〜真実のサヨナラ〜」（編曲・プログラミング・キーボード・ピアノ）
  - 「永遠のBLOODS」（編曲・プログラミング・キーボード）
  - 「Harmony of December」（編曲）
  - 「スワンソング」（編曲）
  - 「ちがう道、おなじ空」（共作詞・共作曲・共編曲）（マシコタツロウ、市川喜康と共作）
  - 「月光」（編曲・プログラミング・キーボード）
  - 「ひらひら」（吉岡たくと編曲）
  - 「月夜ノ物語」（吉岡たくと共編曲）
  - 「Love Me More」（編曲）
  - 「破滅的Passion」（編曲）
  - 「たいむ・とらべ・らばーず」（共作曲・編曲）（編曲は市川喜康と共作）
  - 「雨のMelody(M album ver.)」（編曲）
- 堂本光一
  - 「Deep in your heart」（編曲）
  - 「下弦の月」（編曲）
  - 「ヴェルヴェット・レイン」（編曲）
  - 「祇園祭」（作曲）
  - 「光一 VS ナオキ」（共作曲）
- King & Prince
  - 「YOU,WANTED!」（編曲）（Tommy Clintと共作）
  - 「Memorial」（編曲）（坂室賢一と共作）
  - 「koi-wazurai」（編曲）（栗原暁・前田佑と共作）
- ジャニーズWEST
  - 「浪速一等賞」（編曲）
  - 「ジパング・おおきに大作戦」（共作詞・共作曲）（マシコタツロウ、市川喜康と共作）
  - 「Time goes by」（編曲）
  - 「Mr.Summer WEST」（共作詞・共作曲・共編曲）（Shusuiと共作）
  - 「考えるな、燃えろ!!」（共作詞・共作曲・編曲）（作詞と作曲はPA-NON、松本タカヒロと共作）
  - 「パリピポアンセム」（編曲）
  - 「Mambo de WEST!」（編曲）
  - 「Ole Ole Carnival!」（共作詞・共作曲・共編曲）（Shusuiと共作）
  - 「ラッキィスペシャル」（共作詞・共作曲・共編曲）（Shusuiと共作）
  - 「WEST NIGHT」（編曲）
- SixTONES
- ジェシー・松村北斗
  - 「愛という名のベール」（編曲）
- SMAP
  - 「Christmas Night」（編曲）
  - 「ユーモアしちゃうよ」（編曲）
  - 「Mr.S-SAITEI DE SAIKOU NO OTOKO-」（共作曲・共編曲）（マシコタツロウ、市川喜康と共作）
- Sexy Zone
  - 「Justいましかない」（編曲）
  - 「ゼンゼンカンケイナイ」 (編曲)
- タッキー&翼
  - 「ギミラ」（日田茂と共編曲）
- 中山優馬
  - 「さよならメリークリスマス」（共作詞・共作曲・共編曲）（Shusuiと共作）
- なにわ男子
  - 「アオハル -With U With Me-」（編曲）
  - 「One Pocket」（編曲）
  - 「Blue Story」（編曲）
  - 「I Wish」（youth caseと共編曲）[2]
- NEWS
  - 「TEPPEN」（吉岡たくと共編曲）
  - 「Liar」（佐々木裕と共編曲）
  - 「ゴメンネ ジュリエット」（尾飛良幸と共編曲）
- Hey! Say! JUMP
  - 「心・技・体」（編曲）
  - 「Your Seed」（編曲）
  - 「YOU(裕)&YOU(侑)」（作曲）
  - 「Smile in Summer」（編曲）
  - 「H.our Time」（編曲）
  - 「またこの場所で」（編曲）
  - 「OLÉ!」（編曲）
- V6
  - 「Roadshow」（共作詞・共作曲・共編曲）（マシコタツロウ、市川喜康と共作）
  - 「COLORS」（編曲）
  - 「Super Powers」（Stefan Ekstedtと共編曲）
- 山下智久
  - 「いっしょ。」（共作曲）
- 関西ジャニーズJr.
  - 「団結のテーマ」（作曲）
  - 「島民のテーマ」（作曲）
- 少年たち 格子無き牢獄
  - 「少年たちSHOWTIME OVERTURE」（作曲）
- 滝沢演舞城
  - 「滝沢NEWフライング3」（作曲）
  - 「滝沢落下」（作曲）
- 滝沢歌舞伎2016
  - 「4剣士」（共作曲）
- 舞闘冠
  - 「Now and forever」（作曲）

SUPERNOVA
- 「DEAR」（共作曲）（Shusuiと共作）

鈴木愛奈
- 「The Start of Phoenix」（共作曲）（鈴木歌穂と共作）
- 「遙かなる時空-そら-を翔ける 不死鳥-とり-のように」（編曲）
- 「はつこい」（作曲・編曲）
- 「今日のわたしをこえて」（共作詞・共作曲・編曲）（PA-NONと共作）
- 「Eternal Place 第一楽章」（共編曲）（鈴木歌穂と共作）
- 「Eternal Place 第二楽章」（共編曲）（鈴木歌穂と共作）
- 「Eternal Place 第三楽章」（共編曲）（鈴木歌穂と共作）
- 「繋がる縁 -ring-」（共作曲・共編曲）（鈴木歌穂と共作）
- 「Reverse-Rebirth」（共作詞・共作曲・編曲）（出口たかし、PA-NONと共作）
- 「愛の名が響く場所」（共作曲・編曲）（酒井ミキオ、知野芳彦と共作）

ZONE
- 「H・A・N・A・B・I 〜君がいた夏〜」（編曲）
- 「卒業」（編曲）
- 「ユメノカナタ」（作曲・編曲）
- 「約束 〜August, 10years later〜」（作曲・編曲）

超ときめき♡宣伝部
- 「Memories」（編曲）
- 「わがままプリンセス」（共編曲）（石黑剛と共作）
- 「最上級にかわいいの!」（編曲）
- 「大、大、大すきっ!」（編曲）
- 「世界でいちばんアイドル」（編曲）

9nine
- 「流星のくちづけ」（編曲）
- 「White Wishes」（編曲）
- 「桜、ゆれる」（編曲）
- 「SMILE & TEARS」（編曲）

乃木坂46
- 「別れ際、もっと好きになる」（共作曲・共編曲）（Akira Sunsetと共作）
- 「ポピパッパパー」（共作曲・共編曲）（Akira Sunsetと共作）
- 「遥かなるブータン」（編曲）
- 「オフショアガール」（共作曲・共編曲）（Akira Sunsetと共作）
- 「おひとりさま天国」（共作曲）（Akira Sunset、丸谷マナブ、遠藤ナオキと共作）

氷室京介
- 「眠りこむ前に」（編曲）

FLOW
- 「WORD OF THE VOICE」（FLOWと共編曲）

堀江由衣
- 「Get up and Go」（編曲）

BON'Z
- 「ありがとう〜」（編曲）

宮本佳林
- 「Love Gravity」（共作曲・編曲）（shusuiと共作曲）

森友嵐士
- 「名前のない者たち」（編曲）
- 「歌を見つけたカナリヤ」（編曲）
- 「ファイティングマン」（作曲・編曲）
- 「真夜中の太陽」（編曲）
- 「愛にKissした」（編曲）

Leah Dizon
- 「Brand New Day」（共作曲・編曲）（作曲は知野芳彦と共作）
- 「Vanilla」（作曲・編曲）
- 「Again and Again」（TOMZUIN Hと共編曲）
- 「Step into my world」（編曲）
- 「BxKxRxxx」（知野芳彦と共編曲）

### アニメソング
くつだる。
- 「Merry Go World」（作曲・編曲）
- 「マボロシ☆ラ部」（作曲・編曲）
- 「記念日ノート」（作曲・編曲）

マジきゅんっ!ルネッサンス
- 「誰よりもI love you」（Akira Sunsetと共作詞・作曲・編曲）
- 「Dear my special」（Akira Sunsetと共作曲・編曲）

ドラえもん（テレビ朝日版第2期）
- 「ぼくドラえもん」（編曲）

### キャラクターソング
テニスの王子様
- 跡部景吾「俺様の美技に酔いな」（作曲・編曲）

### その他
- 常陸太田市の歌「空があるまち」（編曲）
- 東日本大震災・復興応援ソング「あしたのうた」（ha-j・市川喜康・マシコタツロウからなる「STG7-8」として作詞・作曲）[3]
- よにのちゃんねる(旧ジャにのちゃんねる)エンディング曲「ファンファーレ」

## メディア出演

### テレビ
- Anison Days（2017年7月 - 、BS11） - 番組のバンドメンバー（ベース・ha-j、パーカッション・渡辺純也、うすいひろあき、アコースティックギター・山口俊樹）としてレギュラー出演[4]